# Morgan Roadster
La Morgan Roadster est un modèle d'automobile du constructeur Morgan Motor. Elle a été lancée en 2004 en remplacement de la Morgan Plus 8. Les deux voitures sont identiques à l’exception de la nouvelle mécanique moderne Ford V6. Le nouveau moteur a une puissance de 220ch et est un peu plus léger que son prédécesseur, le Rover V8, ce qui améliore les performances de la voiture et réduit la consommation de carburant. La climatisation est désormais de série sur les modèles américains.
Comme les précédents modèles, la Morgan Roadster est équipée d’un châssis échelle en acier galvanisé comportant cinq traverses tubulaires ou en caisson. La carrosserie, faite d’acier et d’aluminium, repose sur un châssis en frêne. À l’avant, les suspensions se composent du traditionnel essieu avant rigide et coulissant. À l’arrière, on retrouve  les suspensions avec ressorts à lames.
La gamme de couleurs de série comprend Ivoire royal, Rouge sport, Bleu indigo, Noir et Vert anglais. Toute combinaison d’un ou deux tons de la gamme ICI Autocolour est disponible en option.

## Caractéristiques
Poids en ordre de marche, en kg (dépend en réalité de la réglementation du pays) : 940 
- Garde au sol : 100 mm
- Poids total autorisé en charge, y compris passagers et bagages : 1 400 kg

Carburant
Volume du réservoir : 55 litres
- Consommation :
- Urbaine : 13,91 l/100 km
- Extra-urbaine : 7,40 l/100 km
- Mixte : 9,77 l/100 km
- Émissions de CO2 : 231.8

Roues
- Jantes fil à rayons métalliques peintes en monte de série 6,5" x 15" (pneus 205/55/16)
- Jantes fil en inox 7" x 16" (pneus 205/55/16) disponibles en option

Direction
- Rayon de braquage, m : 9.75/32
- Direction à crémaillère : 3 tours de volant d’une butée à l’autre
- Colonne de direction : Partie supérieure de la colonne de direction de sécurité télescopique avec antivol intégré

Volant
- Volant de série 15" ou 14" au choix.
- Volant 16" avec moyeu déporté pour airbag disponible en option

Vitesse théorique
- 1 000 tr/min (5e) : 23.67
- Vitesse théorique de piston à 45 km/h : 113.6
- Rapport de pont : 3.08

Embrayage
- Monodisque à sec

Essieu arrière
- Pont moteur tubulaire avec engrenage hypoïde.

Suspensions
- Avant : Suspensions à colonne télescopique indépendantes avec ressorts hélicoïdaux et amortisseurs à gaz
- Arrière : Suspensions avec ressorts à lames semi-elliptiques et amortisseurs à gaz
- Pincement : Entre 0 et 3 mm

Moteur
- Configuration : 3 l V6 24 soupapes
- Alésage et course (mm) : 89 x 79,5
- Cylindrée, cm³ : 2967
- Puissance maximale CEE : 166 kW (226 ch) à 6 150 tr/min
- Couple maxi CEE : 206 N m à 4 900 tr/min
- Circuit d’alimentation
- Indice d’octane de 95 minimum Injection électronique Système de recyclage des vapeurs du carburant hermétique avec absorbeur de vapeurs de carbone. Collecteur d’échappement tubulaire et pot d’échappement catalysé en acier inoxydable.

Freins
- Avant : Freins à disque de 28 cm AP lockhead à 4 pistons
- Arrière : Freins à tambour de 23 cm
- Fonctionnement : Double circuit hydraulique avec servo frein
- Frein à main : Type sport « Fly-off » à déblocage instantané

Performances
- 4,9 s de 0 à 100 km/h
- Vitesse de pointe de 215 km/h